# Попов, Серафим Павлович
Серафи́м Па́влович Попо́в (21.01.1904, с. Усмань Воронежской губ. — 29.01.1940) — капитан государственной безопасности, депутат Верховного Совета СССР 1 созыва. Входил в состав особой тройки НКВД СССР.

## Биография
Родился в семье приказчика мануфактурного магазина. Образование: 4-классное приходское училище города Воронеж (1910—1914), далее казённое 4-классное высшее начальное училище в Воронеже (1914—1917).
В 1918—1919 гг. сотрудник в ВЧК. С 12.1919 по 11.1920 гг. служба в РККА в качестве сотрудника для поручений политотдела полевого штаба 8 армии.
11.1920—03.1921 — обучение на курсах надсмотрщиков телеграфа в Воронеже. В 1921—1930 гг. надсмотрщик телеграфа (Воронеж), заведующий Миропольским районным отделением связи, Шебекинской почтово-телеграфной конторой, начальник Россошанского окружного отдела связи, начальник Учётно-распределительного, Административного отдела Центрально-Чернозёмного областного управления связи.
Член ВКП(б) с 1928 г.
В 1930—1931 гг. учёба в Воронежском вечернем коммунистическом университете.
В 1930—1932 гг. оперативный уполномоченный Полномочного представительства ОГПУ по Центрально-Чернозёмной области. В 1932—1937 гг. оперативный уполномоченный, начальник отделения, помощник начальника Секретно-политического отдела Полномочного представительства ОГПУ по Западно-Сибирскому краю, помощник начальника, начальник I отделения, заместитель начальника Секретно-политического — IV отдела УГБ Управления НКВД по Западно-Сибирскому краю, начальник IV отдела УГБ Управления НКВД по Западно-Сибирскому краю.
С 1 октября 1937 г. по 17 декабря 1938 — начальник Управления НКВД по Алтайскому краю. Этот период отмечен вхождением в состав особой тройки, созданной по приказу НКВД СССР от 30.07.1937 № 00447 и активным участием в сталинских репрессиях.

## Завершающий этап
Арестован 17.12.1938. Приговорён Военной коллегией Верховного суда СССР 28.01.40 к высшей мере наказания. Расстрелян на следующий день. Не реабилитирован.

## Звания
- 22.03.1936 — младший лейтенант государственной безопасности
- 30.12.1936 — старший лейтенант государственной безопасности
- 22.08.1937 — капитан государственной безопасности

## Награды
- 26.05.1933 — знак «Почётный работник ВЧК—ГПУ (XV)»
- 02.07.1937 — орден Ленина (№ 3508)